# Grigoris Warfis
Grigoris Warfis, gr. Γρηγόρης Βάρφης (ur. 2 stycznia 1927 w Atenach, zm. 10 września 2017 tamże) – grecki polityk, urzędnik państwowy i prawnik, sekretarz stanu, w latach 1984–1985 poseł do Parlamentu Europejskiego II kadencji, w latach 1985–1989 komisarz europejski.

## Życiorys
Ukończył prawo na Uniwersytecie Narodowym im. Kapodistriasa w Atenach. Między 1958 a 1962 studiował podyplomowo ekonomię i prawo na Uniwersytecie Paryskim, kształcił się też w zakresie politologii. Pracował m.in. jako administrator w OECD i jako doradca ekonomiczny w stałym przedstawicielstwie Grecji przy Europejskiej Wspólnocie Gospodarczej. W 1974 został dyrektorem generalnym w ministerstwie koordynacji. Zajmował stanowisko sekretarza stanu w tym resorcie (od października 1981 do stycznia 1982) i w ministerstwie spraw zagranicznych (od stycznia 1982 do stycznia 1984, w tym w okresie prezydencji Grecji w Radzie UE).
Zaangażował się w działalność polityczną w ramach Ogólnogreckiego Ruchu Socjalistycznego. W 1984 wybrany posłem do Parlamentu Europejskiego. Przystąpił do frakcji socjalistycznej, należał m.in. do Komisji ds. Kwestii Prawnych oraz Komisji ds. Regulaminu i Petycji. Mandat złożył 5 stycznia 1985 w związku z objęciem stanowiska komisarza europejskiego w pierwszej komisji Jacques’a Delorsa. Odpowiadał w niej początkowo za politykę regionalną i stosunki z Parlamentem Europejskim, następnie za fundusze strukturalne i ochronę konsumentów.